# Pictolejeunea picta
Pictolejeunea picta là một loài Rêu trong họ Lejeuneaceae. Loài này được (Gottsche ex Stephani) Grolle miêu tả khoa học đầu tiên năm 1977.